# Gemeinde Gornja Radgona
Die Gemeinde Gornja Radgona (deutsch: Oberradkersburg, ungarisch: Felsőregede) ist eine Gemeinde im Nordosten Sloweniens. Sie liegt in der historischen Landschaft Spodnja Štajerska (Untersteiermark), heute Region Pomurska.
Hauptort und Verwaltungssitz ist die Kleinstadt Gornja Radgona.

## Lage
Der Hauptort der Gemeinde liegt am rechten Ufer der Mur und damit an der Grenze zu Österreich auf etwa 215 m. ü. A. Auf der gegenüberliegenden Seite liegt Bad Radkersburg (slow.: Radgona), mit dem es bis zum Vertrag von Saint-Germain 1919 eine Einheit bildete. Das Murtal bildet auf dieser Uferseite eine Engstelle zwischen zwei breiteren Abschnitten, dem westlichen gelegenen Apaško polje (Abstaller Feld) und dem südöstlich liegenden Radensko polje (Radeiner Feld), der größte Teil des Gemeindegebietes liegt jedoch in den Slovenske gorice (Windische Bühel).
Neben der Mur stellt noch die Ščavnica (Stainz) ein wichtiges Gewässer dar, welche die Kommune von Westen Richtung Südosten durchfließt. Die nächsten größeren Städte sind das 14 km östlich gelegene Murska Sobota und das 29 km westlich liegende Maribor.

## Ortschaften
Die Gemeinde umfasst 30 Ortschaften. Die deutschen Exonyme in den Klammern stammen aus der Mitte des 19. Jahrhunderts und werden im heutigen Slowenien nicht mehr offiziell verwendet.
- Aženski Vrh (Hasenberg)
- Črešnjevci (Kerschbach)
- Gornja Radgona (Oberradkersburg)
- Gornji Ivanjci (Oberiswanzen)
- Hercegovščak (Herzogberg)
- Ivanjski Vrh1 (Iswanzenberg)
- Ivanjševci ob Ščavnici (Eibersdorf)
- Ivanjševski Vrh (Eibersberg)
- Kunova (Kanadorf)
- Lastomerci (Lastomerzen)
- Lokavci (Lukatz)
- Lomanoše (Deutsch Radersdorf)
- Mele (Kellerdorf)
- Negova (Negau)
- Norički Vrh (Fahrenbüchl)
- Očeslavci (Sulzdorf)
- Orehovci (Nussdorf)
- Orehovski Vrh (Pressberg)
- Plitvički Vrh (Plippitzberg)
- Podgrad
- Police (Pöllitschberg)
- Ptujska Cesta (Pettaustrass)
- Radvenci (Windisch Radersdorf)
- Rodmošci
- Spodnja Ščavnica (Stainzthal)
- Spodnji Ivanjci (Unteriswanzen)
- Stavešinci (Pfefferdorf)
- Stavešinski Vrh (Pfefferberg)
- Zagajski Vrh (Sagaiberg)
- Zbigovci (Weigelsberg)

1 Ivanjski Vrh gehört nur teilweise zur Gemeinde Gornja Radgona, die Gemeinde Cerkvenjak umfasst einen weiteren Teil.

## Sehenswürdigkeiten
- Freundschaftsbrücke
- Thematische Wanderwege um Gornja Radgona[4]
- Negova-Landschaftsschutzpark

## Nachbargemeinden
| Apače     | Bad Radkersburg (A)                         |         |
| Sveta Ana | Kompassrose, die auf Nachbargemeinden zeigt | Radenci |
| Benedikt  | Sveta Trojica, Cerkvenjak, Sveti Jurij      |         |

## Verkehr
Die Nationalstraße 3, die von Lenart über Gornja Radgona nach Križevci verläuft, zieht durch den Hauptort. Durch sie lassen sich die Anschlussstellen „Lenart“ und „Vučja vas“ der Autobahn A5 erreichen. Für die Ortsteile um das Ščavnica-Tal besteht in „Sveti Jurij ob Ščavnici“ eine günstige Anschlussmöglichkeit. Bad Radkersburg ist über die Freundschaftsbrücke mit dem KFZ, Rad oder zu Fuß gut erreichbar.
In Gornja Radgona endet die von Ljutomer kommende Bahnlinie, die heutzutage nur noch für den Güterverkehr verwendet wird. Ursprünglich handelte es sich bei dieser Linie um einen Abschnitt der Radkersburger Bahn, die bis nach Spielfeld führte. Als Gornja Radgona jedoch 1919 an das Königreich Jugoslawien abgetreten werden musste, hielt man die Bahnverbindung zwischen den beiden Staaten nicht mehr für nötig. Nach Ende des Zweiten Weltkriegs am 17. April 1945 wurde der 2,85 km lange Abschnitt zwischen Radkersburg und Gornja Radgona endgültig eingestellt und abgetragen, die Murbrücke war bereits kurz davor noch von der Deutschen Wehrmacht gesprengt worden. Aktuell bestehen jedoch Bestrebungen diese Verbindung wiederherzustellen.

## Städtepartnerschaften
Gornja Radgona unterhält seit 2006 eine Partnerschaft mit Bruchsal in Deutschland.